# ジョゼ・フェレイラ・ネト
ジョゼ・フェレイラ・ネト（ポルトガル語: José Ferreira Neto、1966年9月9日 - ）は、ブラジル・サンパウロ州出身の元同国代表サッカー選手、サッカー指導者、サッカー解説者。ポジションはミッドフィールダー。
ブラジルサッカー史上有数のフリーキックの名手とされており、1990年代前半を代表する同国のサッカー選手の一人である。精確な位置に落ちるシュートに加えて、非常に長い距離のパスも武器として持っていた。また、フィールド上では中心的な役割を担う事も多かった。選手としては合計で470試合184得点の結果を残した。

## クラブ歴
サンパウロ州のサント・アントニオ・デ・ポッセと云う、カンピーナスの近くにある小さな町で生まれた。幼い頃からサッカーに親しみ、AAポンチ・プレッタの下部組織を経てグアラニFCの下部組織に加入した。
1984年にそのままグアラニFCでトップチームに昇格し、1986年にバングーACに移籍。翌1987年にサンパウロFCを経て1988年にグアラニFCに復帰した。グアラニFCに復帰してからはカンピオナート・パウリスタの決勝戦のコリンチャンス戦でオーバーヘッドで得点した。
翌1989年にはSEパルメイラスに移籍。更にその後コリンチャンスに移籍し、90年代初頭を彩る選手の一人となり、1990年にはカンピオナート・ブラジレイロ・セリエAで優勝を果たした。コリンチャンスには5年程在籍して去ったものの、今日でもネトの名はコリンチャンスの選手としての印象が強く受け継がれている。
コリンチャンスを去ってからはミジョナリオスFC、アトレチコ・ミネイロ、サントスFC、SEマツバラ、グアラニFC、AEアラサトゥーバに在籍した。その後短期間ではあるがコリンチャンスに復帰し、GRオザン、パウリスタFCを経てデポルティーボ・イタルチャカオFCで引退した。
しかしそんな彼の選手生命は決して華々しいだけの物では無かった。彼は常に体重問題と審判や監督との対立の中にあった。彼の最も有名なエピソードとして審判のホセ・アパレシド・デ・オリヴェイラの顔を叩いて4ヶ月の出場停止処分を下された事が挙げられるが、彼はこの事について選手時代で唯一の後悔であると述べている。

## 代表歴
1988年にはブラジル代表としてソウルオリンピックに参加した。決勝に進出したブラジル代表はソ連代表相手に彼のコーナーキックにロマーリオが合わせて先制点を奪ったものの、最終的にはアディショナルタイムで逆転され銀メダルとなった。
その後コパ・アメリカ1991にも出場した。

## 選手引退以降
選手引退後はグアラニFCの監督を務めた。
その後バンデランテスのコメンテーターに転向。彼のわかりやすい語り口と鬼のようとも評される振る舞いが視聴者に受け、コメンテーターとしての地位を確立した。ホセ・ルイス・ダテナやミルトン・ネヴェスと云ったコメンテーターと共に仕事をしているが、チアゴ・ライフェルトや選手達と衝突する事もしばしばである。

## 個人
彼の父親は軍事警察の人間であった。現在彼には二人の子供がいる。
体重を抑えるために選手引退以後に胃バイパス手術を受け、この手術は成功し、マラソンをしている。